# Дисилицид нонапалладия
Дисилицид нонапалладия — бинарное неорганическое соединение
палладия и кремния
с формулой Pd9Si2,
кристаллы,
не растворяется в воде.

## Получение
- Спекание стехиометрических количеств чистых веществ:

{\displaystyle {\mathsf {9Pd+2Si\ {\xrightarrow {823^{o}C}}\ Pd_{9}Si_{2}}}}

## Физические свойства
Дисилицид нонапалладия образует кристаллы
ромбической сингонии,
пространственная группа P nma,
параметры ячейки a = 0,9414 нм, b = 0,74188 нм, c = 0,90548 нм, Z = 4.
Не растворяется в воде.